# محمد جاسم السبع
محمد جاسم حسن السبع (مواليد 21 أبريل 2000 في البحرين) هو لاعب كرة قدم بحريني يجيد اللعب في مركز المهاجم. يلعب حاليا لصالح الرفاع الذي ينافس في الدوري البحريني الممتاز منذ 2018.